# Cihan Çanak
Cihan Çanak (24 gennaio 2005) è un calciatore turco con cittadinanza belga, centrocampista del Trabzonspor.

## Carriera

### Club
Nato in Belgio da una famiglia di origini turche, è cresciuto nel settore giovanile dello Standard Liegi. Il 26 dicembre 2021 ha esordito in prima squadra, in occasione dell'incontro di Pro League perso per 0-1 contro lo Zulte Waregem. Il 16 ottobre 2022 sigla la sua prima rete in campionato, nell'incontro vinto per 3-0 contro l'Anversa.

### Nazionale
Ha giocato nelle nazionali giovanili belghe Under-15, Under-17 ed Under-20.

## Statistiche

### Presenze e reti nei club
Statistiche aggiornate al 5 marzo 2023.
| Stagione              | Squadra               | Campionato            | Campionato | Campionato | Coppe nazionali | Coppe nazionali | Coppe nazionali | Coppe continentali | Coppe continentali | Coppe continentali | Altre coppe | Altre coppe | Altre coppe | Totale | Totale |
| Stagione              | Squadra               | Comp                  | Pres       | Reti       | Comp            | Pres            | Reti            | Comp               | Pres               | Reti               | Comp        | Pres        | Reti        | Pres   | Reti   |
| --------------------- | --------------------- | --------------------- | ---------- | ---------- | --------------- | --------------- | --------------- | ------------------ | ------------------ | ------------------ | ----------- | ----------- | ----------- | ------ | ------ |
| 2021-2022             | Standard Liegi        | D1                    | 3          | 0          | CB              | 0               | 0               |                    | -                  | -                  |             | -           | -           | 3      | 0      |
| 2022-2023             | Standard Liegi        | D1                    | 23         | 1          | CB              | 1               | 0               |                    | -                  | -                  |             | -           | -           | 24     | 1      |
| Totale Standard Liegi | Totale Standard Liegi | Totale Standard Liegi | 26         | 1          |                 | 1               | 0               |                    | -                  | -                  |             | -           | -           | 27     | 1      |
| 2022-2023             | SL16                  | D2                    | 3          | 0          |                 | -               | -               |                    | -                  | -                  |             | -           | -           | 3      | 0      |
| Totale carriera       | Totale carriera       | Totale carriera       | 29         | 1          |                 | 1               | 0               |                    | -                  | -                  |             | -           | -           | 30     | 1      |